# Вопросы истории КПСС
Вопро́сы исто́рии КПСС — советский научный журнал, орган Института марксизма-ленинизма (ИМЛ) при ЦК КПСС. Выходил в Москве с июля 1957 года. До 1 января 1963 года 6 номеров в год, затем ежемесячно. Ежемесячный тираж составлял около 70 тыс. экз (1971 год). Последний номер вышел в сентябре 1991 года. С октября 1991 года журнал изменил название на «Кентавр» и продолжал выходить ежемесячно. Последний выпуск вышел за май 1993 года.

## Главные редакторы
- д.и.н. Г. Д. Обичкин (1957—1959)
- д.и.н. Е. И. Бугаёв (1960—1961)
- А. П. Косульников (1962—1982)
- член-корр. АН СССР В. И. Касьяненко (1982—1991)

## Цель журнала
Целью журнала являлось освещение коммунистической идеологии марксизма-ленинизма, а также анализ трудов К. Маркса, Ф. Энгельса, В. И. Ленина, обсуждение вопросов партийного устройства, деятельности КПСС, изучение истории международного коммунистического движения.